# Zweiter Dreißigjähriger Krieg
Der Begriff Zweiter Dreißigjähriger Krieg ist ein historiographisches Konzept, das einen chronologischen und inhaltlichen Zusammenhang zwischen Erstem Weltkrieg, Zwischenkriegszeit und Zweitem Weltkrieg behauptet und die Bezeichnung des Dreißigjährigen Krieges des 17. Jahrhunderts aufgreift. Das Konzept wird seit Beginn der 1940er Jahre vor allem außerhalb Deutschlands verwendet. Systematisch wurde es 1988 in die geschichtswissenschaftliche Diskussion eingeführt. In neuerer Forschung wird das Konzept auch als Weltbürgerkrieg gefasst.

## Herkunft und Verbreitung des Begriffs
Erstmals tauchte der Begriff im Umfeld von Charles de Gaulle bei den „FFL“ auf, als es um den französischen Beitritt zur Atlantik-Charta ging. De Gaulle selbst sprach im September 1941 in einer Radioansprache in London von „la nouvelle Guerre de Trente Ans“. Churchill schrieb 1944 an Stalin von einem „dreißigjährigen Krieg von 1914 an“. Wissenschaftlich wurde der Begriff erstmals Gegenstand in der Studie von Albert Muller, S. J.: La seconde guerre de trente ans, 1914–1945, Bruxelles/Paris 1947. Raymond Aron benutzte ihn im Vergleich mit dem Krieg zwischen 1618 und 1648 und dem Westfälischen Frieden in den 1950er Jahren zur Beschreibung des Weltkriegsgeschehens 1914–1945.
1988 wurde der Begriff bei dem US-amerikanischen Historiker Arno J. Mayer Gegenstand einer ausführlichen Diskussion und Definition mit dem Anspruch auf erstmalige wissenschaftliche Einführung, 2003 von Hans-Ulrich Wehler aufgegriffen, im Spiegel, Nr. 8/04, zum Titelthema, 2005 bei Ian Kershaw unter Bezug auf Mayer zum Hauptthema in der britischen Zeitschrift „History Today“ und dient dem revisionistischen Publizisten Gerd Schultze-Rhonhof 2006 als Titel einer Audio-CD. Bei dem US-Historiker Fritz Stern ist er 2007 Vortragsgegenstand sowohl in Deutschland (Jena Center) wie in den USA (Universität von Indiana). Auch bei Ralf Dahrendorf und Eric Hobsbawm findet er Verwendung. Neuerdings wird er bei Enzo Traverso neben dem Begriff des „Europäischen Bürgerkriegs 1914–1945“ zur Beschreibung der europäischen Krise verwendet.
Unabhängig von der europäischen Diskussion gehörte auch in der NS-Geschichtsschreibung der Bezug auf den „Dreißigjährigen Krieg“ zur Veranschaulichung der Gegenwart nach dem Ersten Weltkrieg. So bei Max Hildebert Boehm im Jahr 1930 oder in einem SS-Lehrgang aus dem Jahr 1942, der den damaligen Krieg als den dritten Dreißigjährigen Krieg bezeichnet.

## Hintergrund
Arno J. Mayer diskutiert den Begriff in seinem 1988 veröffentlichten und 1989 auf Deutsch erschienenen Buch Der Krieg als Kreuzzug. Das Deutsche Reich, Hitlers Wehrmacht und die „Endlösung“. Das Zeitalter der Kreuzzüge ist nach Mayer eine Epoche allgemeiner Krise wie die erste Hälfte des 17. und 20. Jahrhunderts. „Epochen allgemeiner Krise sind auch Epochen allgemeinen Krieges“ (S. 49). Diese Kriege speisen „sich aus den dynamischen Instabilitäten der gesellschaftlichen und politischen Ordnung“ und werden umso kompromissloser geführt, „je unbestimmter und unbegrenzter ihre Ziele sind“ (S. 49). In den religiösen Voraussetzungen sieht Mayer die entscheidenden Bedingungen für den „unerhört zerstörerischen und barbarischen Charakter“, „den der erste 30-jährige Krieg annahm (den ich den ersten nenne, weil Europa zwischen 1914 und 1945 in seinen zweiten 30-jährigen Krieg hineingerissen wurde)“ (S. 50). Zwischen 1618 und 1648 habe bereits ein in seinen Auswirkungen totaler Krieg geherrscht. „Während die allgemeine Krise und der 30-jährige Krieg des 17. Jahrhunderts die Endphase des ideologischen Ringens zwischen Katholizismus und Protestantismus markierten, bildeten die allgemeine Krise und der 30-jährige Krieg des 20. Jahrhunderts den Höhepunkt des ideologischen Kampfes zwischen Faschismus und Bolschewismus“ (S. 65), wobei der „Erste Weltkrieg“ von den entfesselten nationalen Leidenschaften her „ein säkularisierter 'heiliger Krieg'“ gewesen sei (S. 24).
Deutschland sieht Mayer als „Nervenzentrum“ der europäischen Krise im 20. Jahrhundert, als „Nabe einer auch in ihrer Dynamik chronisch instabilen kapitalistischen Weltwirtschaft und des europäischen Kräftegleichgewichts“ (S. 68). In der deutschen Gesellschaft seien auffälliger als bei den anderen europäischen Mächten Institutionen und Mentalitäten mit unterschiedlichem Geschichtshintergrund aufeinander gestoßen. Das hätten die Nationalsozialisten ausgenutzt, indem sie die Unzufriedenheit der „vielen vorgestrigen und bedrohten Gruppen der Gesellschaft und der politischen Elite“ (S. 69) politisch kanalisierten und im „Zweiten Weltkrieg“ als neuem Kreuzzug das Zentrum der Auseinandersetzung nach Osteuropa verlagerten.

Mayer erwähnt den Begriff schon 1981 (dt. 1984), als er die Diskussion über die Kräfte des Ancien Régime so zusammenfasst: 

„Es bedurfte zweier Weltkriege und des Holocaust, oder gleichsam eines neuen Dreißigjährigen Krieges, um die europäischen Gesellschafts- und Wirtschaftssysteme endgültig vom parasitären Joch der feudalen und aristokratischen Anmaßung zu befreien.“

 Bei der Verwendung des Begriffs stützt sich Mayer auf Aussagen von Jean Jaurès und Theobald von Bethmann Hollweg, die beide schon vor Kriegsausbruch 1914 angesichts der internationalen Konfliktlage vor einem neuen Dreißigjährigen Krieg warnten (S. 313 f.).
In der wissenschaftlichen Begründung für das Benutzen vergleichender Begriffe bezieht sich Mayer auf die historische Komparatistik des französischen Historikers Marc Bloch. Der vergleichende Verweis auf die Kreuzzüge und den Dreißigjährigen Krieg soll auf die Gewalt ideologischer Passionen aufmerksam machen, die militärische und geopolitisch unscharfe Ziele wie die Eroberung von „Lebensraum im Osten“ leicht in die totale Vernichtung alles für feindlich Gehaltenen eskalieren lassen.

## Bewaffnete Auseinandersetzungen der Zwischenkriegszeit
Die Zwischenkriegszeit war keine Zeit des Friedens. In Deutschland und Europa fanden weiterhin militärische Konflikte statt.
Als die deutschen Soldaten unter der Führung von Max Hoffmann 1918 begannen, sich aus Mittel- und Osteuropa nach Westen zurückzuziehen, befahl Lenin der West-Armee der Roten Armee, nach Westen vorzudringen. Das Hauptanliegen dieser Operation war, durch Mittel- und Osteuropa zu ziehen, in den unabhängig gewordenen Staaten pro-sowjetische Regierungen zu installieren und die kommunistischen Revolutionen in Deutschland und Österreich-Ungarn zu unterstützen. Gleichzeitig entwickelten sich Grenzkonflikte zwischen vielen unabhängig gewordenen Staaten Mittel- und Osteuropas: Rumänien kämpfte mit Ungarn um Siebenbürgen, Jugoslawien kämpfte mit Italien um Rijeka, Polen kämpfte mit der Tschechoslowakei um Teschen, mit Deutschland um Posen (siehe Großpolnischer Aufstand) und mit der Ukraine um Galizien (siehe Polnisch-Ukrainischer Krieg). Die Ukrainer, Belarussen, Litauer, Esten und Letten bekämpften sich gegenseitig und die Russen. Winston Churchill kommentierte herablassend: „Der Krieg der Giganten ist zu Ende, der Hader der Pygmäen hat begonnen.“
Deutsche Freikorps kämpften 1919 im Baltikum mit zeitweiliger Unterstützung Großbritanniens gegen sowjetrussische Truppen, 1920/21 in Oberschlesien gegen polnische Insurgenten, welche von regulären Truppen verstärkt wurden. Insbesondere Polen und die Sowjetunion waren in dieser Zeit, bemüht, ihr Territorium zu vergrößern, in militärische Auseinandersetzungen verwickelt. Im polnisch-ukrainischen Krieg von 1918 und 1919 kämpften die Streitkräfte der Zweiten Polnischen Republik und der Westukrainischen Volksrepublik um die Kontrolle über Ostgalizien nach der Auflösung von Österreich-Ungarn. Polen und die Sowjetunion führten seit 1919 Krieg gegeneinander (Polnisch-Sowjetischer Krieg). Von 1918 bis 1920 befanden sich Kärnten und Jugoslawien im militärischen Konflikt. Estland kämpfte von 1918 bis 1920 um seine Unabhängigkeit (Estnischer Freiheitskrieg). Von 1919 bis 1923 dauerte der Griechisch-Türkische Krieg. Im Irischen Unabhängigkeitskrieg führte die Irisch Republikanische Armee (IRA) von Januar 1919 bis Juli 1921 eine Art Guerilla-Kampf gegen die britische Regierung in Irland. Im Frühling 1920 war Bürgerkrieg im Ruhrgebiet im Gefolge des Kapp-Putsches. Von Juni 1922 bis April 1923 befand sich Irland im Bürgerkrieg. 1923 kam es zur Ruhrbesetzung durch die Franzosen in Deutschland. 1923 verübten Kommunisten einen militärischen Aufstand in Hamburg. Militante Auseinandersetzungen waren in der Weimarer Republik quasi an der Tagesordnung.
Auch der Italienisch-Äthiopische Krieg zwischen dem 3. Oktober 1935 und dem 9. Mai 1936 gehört zu den Auseinandersetzungen der Zwischenkriegszeit, wobei es allerdings nur indirekt um Innereuropäisches ging. Denn Benito Mussolini wollte sein Land neben Großbritannien und Frankreich in den Rang der drittgrößten europäischen Kolonialmacht erheben.
Im Anschluss folgte der Spanische Bürgerkrieg vom Juli 1936 bis April 1939 unter faktischer Beteiligung Deutschlands und Italiens (Seeblockade, Einsatz der Legion Condor). Dieser Konflikt gilt als unmittelbares Testfeld neuer Waffen und Taktiken für den bereits heraufziehenden Zweiten Weltkrieg.
Es gab auch außerhalb Europas militärische Konflikte zwischen späteren Parteien des Zweiten Weltkriegs, die sich ihrerseits nachhaltig auf das Geschehen im Zweiten Weltkrieg auswirkten. Bezieht man sie in diese Betrachtung mit ein, müssen in dieser Aufstellung die Mandschurei-Krise von 1931 mit der nachfolgenden Besetzung der Mandschurei durch Japan und der Chinesisch-Japanische Krieg von Juni 1937 bis September 1945 genannt werden, zumal der Chinesisch-Japanische Krieg im asiatischen Raum fließend in die Kampfhandlungen des Zweiten Weltkrieges überging.

## Kontinuität des deutschen Ostimperialismus
Einen aufschlussreichen Beleg von der Fortsetzung des ostimperialistischen Planens seit dem Ersten Weltkrieg in Zusammenhang mit den Vorstellungen vom „Lebensraum im Osten“ legte Hitler mit seinem Geheimerlass vom 7. Oktober 1939 zur „Festigung deutschen Volkstums“ vor, als er die Bezeichnung für das ehemalige militärische Verwaltungsgebiet „Ober Ost“ für die seit dem Überfall am 1. September 1939 auf Polen besetzten polnischen Gebiete übernahm. In Abschnitt II des Erlasses heißt es: „In den besetzten ehemals polnischen Gebieten führt der Verwaltungschef Ober-Ost die dem Reichsführer SS übertragenen Aufgaben nach dessen allgemeinen Anordnungen aus. Der Verwaltungschef Ober-Ost und die nachgeordneten Verwaltungschefs der Militärbezirke tragen für die Durchführung die Verantwortung.“
Der als Reichskommissar für das Ostland tätige Hinrich Lohse ließ in seinem Hauptquartier in Riga zur Erstellung von Atlanten und Statistiken die Informationsmaterialien von „Ober Ost“ heranziehen. Einige seiner Mitarbeiter hatten schon im Ersten Weltkrieg oder nach seinem Ende dort gearbeitet und sorgten für personelle Kontinuität. Das Bild vom „Dreißigjährigen Krieg“ hatte im „Land Ober Ost“ – und in den bis 1919 stattfindenden Freicorps-Einsätzen im Baltikum – zur Identitätsfindung der Soldaten gedient, die sich in dem multiethnischen Land für Landsknechtsgestalten und das „auserwählte Volk“ des Krieges hielten.
Bereits während der Sudetenkrise im September 1938 war auf lange Geplantes zurückgegriffen worden: Generalstabschef Franz Halder erteilte General Max von Viebahn im September 1938 den Befehl, aus dem Archiv die Vorschriften für den seit 1923 durchgespielten und jetzt ins Auge gefassten Angriffskrieg zu holen. Die Gesamtplanungen zu einem so genannten Großen Heer hatte Generaloberst Hans von Seeckt 1925 so kommentiert: „Wir müssen Macht bekommen, und sobald wir diese Macht haben, holen wir uns selbstverständlich alles wieder, was wir verloren haben.“